# 배수빈

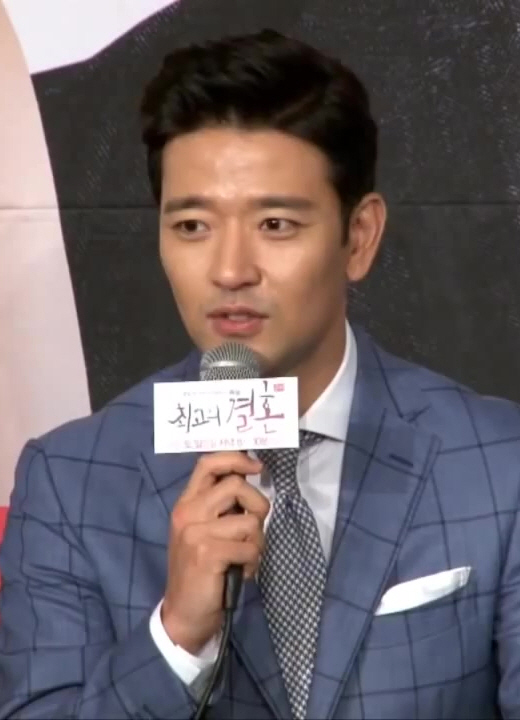
2014년 9월 22일의 배수빈.

배수빈(1976년 12월 9일~)은 대한민국의 배우이다.

## 생애
군 제대 후 보조출연자를 하다가 캐스팅되어 데뷔했는데 한때 MBC  공채 탤런트 시험에도 응시했으나 탈락했다. 2013년에 8살 연하의 대학원생과 결혼했으나, 2019년에 이혼했다.

## 학력
- 대진대학교 연극영화학 학사

## 연기 활동

### 드라마

#### 국내
- 2004년 MBC 단막극 MBC 베스트극장 《소림사에는 형님이 산다》 - 문박주 역 (데뷔작)
- 2004년 KBS 2TV HD 특별기획드라마 《해신》 - 김양 역
- 2004년 SBS 드라마스페셜 《남자가 사랑할 때》 - 강석현 역
- 2005년 MBC 단막극 MBC 베스트극장 《낙조 속에서 울다》 - 형국 역
- 2005년 MBC 주말연속극 《결혼합시다》 - 정재준 역
- 2006년 MBC 창사45주년 특별기획드라마 《주몽》 - 사용 역
- 2006년 SBS 광복60년 대기획드라마 《패션 70's》 - 중공군 소위 카메오
- 2007년 MBC 일요시즌드라마 《옥션하우스》 - 12회 특별출연
- 2008년 MBC 주말연속극 《천하일색 박정금》 - 남 형사 역
- 2008년 SBS 드라마스페셜 《바람의 화원》 - 정조 역
- 2009년 SBS 특별기획 《찬란한 유산》 - 박준세 역
- 2009년 SBS 월화드라마 《천사의 유혹》 - 신현우/안재성 역
- 2010년 MBC 창사49주년 특별기획드라마 《동이》 - 차천수 역
- 2010년 KBS 2TV 드라마 스페셜《어서 말을 해》 - 정기영 역
- 2011년 SBS 드라마스페셜 《49일》 - 강민호 역
- 2013년 KBS 2TV 수목드라마 《비밀》 - 안도훈 역
- 2014년 KBS 2TV 드라마 스페셜《그런 사랑》 - 허진욱 역
- 2014년 드라마큐브 《시크릿 러브》 - 라일락편
- 2014년 TV조선 주말드라마 《최고의 결혼》 - 조은차 역
- 2015년 SBS 특별기획 《내마음 반짝반짝》 - 천운탁 역 (본작의 남주인공이자 메인 빌런)
- 2015년 KBS 2TV 월화드라마 《후아유 - 학교 2015》 - 김슬영 역 (16회특별출연)
- 2018년 SBS 특별기 《착한마녀전》 - 봉천대 역
- 2018년 MBC 특별기획 주말드라마 《신과의 약속》 - 김재욱 역
- 2020년 JTBC 금토드라마 《우아한 친구들》 - 정재훈 역
- 2021년 KBS2 월화드라마 《연모》 - 정석조 역
- 2024년 웹드라마 《수상한 본부장》 - 괴짜 본부장 역
- 2025년 KBS2 토일드라마 《은수 좋은 날》- 박도진 역

#### 중국
- 2002 《기억의 증명》(CCTV, 중국 내 데뷔작)

### 영화
- 《클럽 버터플라이》 (2001년)
- 《비상》 (2009년)
- 《애자》 (2009년)
- 《결혼식 후에》 (2009년)
- 《걸프렌즈》 (2009년)
- 《귀》 (2010년)
- 《쉐어 더 비전》 (2011년)
- 《백자의 사람: 조선의 흙이 되다》 (2012년)
- 《무서운 이야기》 (2012년)
- 《26년》 (2012년)
- 《마이 라띠마》 (2013년)
- 《봄》 (2014년)
- 《협녀, 칼의 기억》 (2015년)
- 《대립군》 (2017년)
- 《별의 정원》 (2019년) - 수하 아빠 역 (애니메이션)
- 《사라진 시간》 (2020년)

### 연극
- 《다리퐁 모단걸》 (2007)
- 《이상, 12월 12일》 (2010) 이상 역
- 《광해, 왕이 된 남자》 (2013) 광해군 역
- 《프라이드》 (2015) 필립 역
- 《킬 미 나우》 (2016) 제이크 역
- 《카포네 트릴로지》 (2016) 올드맨 역
- 《프라이드》 (2017) 필립 역

### 뮤직비디오
- 이수영 - 내 이름 부르지 마 (2009년)
- M시그널 - 옷자락이라도 (2011년)
- 윤종신 - 부디 (월간 윤종신 2013년 Repair 4월호, 2013년)

## 수상 및 후보
| 연도 | 시상식                 | 부문                                 | 작품                     | 결과 |
| ---- | ---------------------- | ------------------------------------ | ------------------------ | ---- |
| 2008 | SBS 연기대상           | 뉴스타상                             | 바람의 화원              | 수상 |
| 2009 | SBS 연기대상           | 10대 스타상                          | 찬란한 유산              | 수상 |
| 2009 | SBS 연기대상           | 특별기획 부문 남자 연기상            | 천사의 유혹, 찬란한 유산 | 후보 |
| 2009 | SBS 연기대상           | 남자 최우수연기상                    | 천사의 유혹              | 후보 |
| 2010 | 제5회 아시아모델시상식 | 모델특별상                           | 빈칸                     | 수상 |
| 2011 | 홍콩드라마시상식       | 인기스타상                           | 빈칸                     | 수상 |
| 2011 | KBS 감동대상           | 희망상                               | 빈칸                     | 수상 |
| 2011 | SBS 연기대상           | 드라마스페셜 부문 남자 우수연기상    | 49일                     | 후보 |
| 2013 | 대진대학교             | 공로상                               | 빈칸                     | 수상 |
| 2013 | KBS 연기대상           | 남자 조연상                          | 비밀                     | 수상 |
| 2015 | SBS 연기대상           | 장편드라마 부문 남자 특별연기상      | 내마음 반짝반짝          | 후보 |
| 2018 | MBC 연기대상           | 주말특별기획 부문 남자 최우수연기상  | 신과의 약속              | 후보 |
| 2018 | SBS 연기대상           | 주말/일일드라마 부문 남자 우수연기상 | 착한마녀전               | 후보 |